# Существуете ли вы, мистер Джонс?
«Существуете ли вы, мистер Джонс?» — одноактная пьеса Станислава Лема (иногда причисляемая к рассказам). Позже была переработана в сценарий фильма «Слоёный пирог». Сатирически обыгрывает границы применения концепции непрерывности генезиса личности, рассмотренной в главе I «Диалогов».

## Сюжет
Гарри Джонс, автогонщик, постоянно получает в гонках серьёзные травмы, после каждой из которых он обращается в компанию «Кибернетикс компани», занимающуюся производством протезов. В конце концов весь организм Джонса превращается в набор протезов, а за самим Джонсом числится гигантский долг перед компанией. «Кибернетикс компани», устав ждать выплаты долга, обращается в суд и требует вернуть поставленные Джонсу изделия. Джонс приводит свои доводы: если он, Джонс, стал механизмом, то иск против машины возбудить нельзя — закон ничего подобного не предусматривает; если же считать Джонса человеком, то обращать его чью-либо в собственность тоже противозаконно.
Джонс предлагает вызвать в качестве свидетеля своего брата, детально знакомого с делом. Но тут оказывается, что его брат за неделю до суда попал в авиакатастрофу, и «Кибернетикс компани» заменила почти всё его тело протезами.
Ошеломлённый судья откладывает разбирательство дела.

## Публикации на русском
Сокращённый вариант пьесы был опубликован в русском переводе в 1957 году, полный — в 1958.

## Экранизации
- «Существуете ли вы, мистер Джонс?» — телеспектакль Челябинской телестудии, 1961 год, режиссёр Леонид Пивер.